# Capsule rmx
『capsule rmx』（カプセルリミックス）は、2007年10月10日にcontemodeより発売されたcapsuleの9枚目のアルバムで初のリミックスアルバムである（品番：YCCC-10010）。なお、この項目では2021年9月25日に発売された本アルバムのリマスター版『capsule rmx (2021 Remaster)』についても記述する。

## 背景
当初『CRMX BEST』というタイトルで発表されていた。
本作発売の約1ヶ月前となる2007年9月5日に、アルバム中の2曲を収録した数量限定12インチアナログ盤「capsule rmx EP」が発売された。
『Sugarless GiRL』以来8ヶ月ぶりのアルバムで、capsule初のリミックス・アルバムとなった。

## 楽曲について
メンバーが選曲し、リミックスを作曲者である中田ヤスタカ自身が担当している。
1.capsule rmx→
BPM124で制作されたものが、1.024倍速されて収録されている（BPM126.976）。
2.jelly (rmx ver.)
BPM125で制作されたものが、1.024倍速されて収録されている（BPM128）。
3.Sugarless GiRL (rmx ver.)
BPM128で制作されたものが、1.024倍速されて収録されている（BPM131.072）。
4.CrazEEE Skyhopper (rmx ver.)
BPM125で制作されたものが、1.024倍速されて収録されている（BPM128）。
7.Lounge Designers Killer (rmx ver.)
BPM125で制作されたものが、1.024倍速されて収録されている（BPM128）。

### シングル収録
| ＃ | タイトル                     | 収録シングル                          |
| -- | ---------------------------- | ------------------------------------- |
| 4  | CrazEEE Skyhopper (rmx ver.) | 8枚目「capsule rmx EP」（アナログ盤） |

※「capsule rmx EP」にも「Sugarless GiRL (rmx ver.)」が収録されているが、アルバム版とはバージョンが違い、冒頭部や、アルバム版では途切れていた最後の部分の先にリズムパートのみの箇所がある他、上記のようにアルバム版はBPM128で制作された後に1.024倍速されて収録されている（BPM131.072）のに対し、シングル版ではBPM128のまま加速されずに収録されているなどの差がある。

## 収録曲
全作詞・作編曲：中田ヤスタカ
| #         | タイトル                               | 作詞  | 作曲・編曲 | 時間 |
| --------- | -------------------------------------- | ----- | ---------- | ---- |
| 1.        | 「capsule rmx→」                       |       |            | 0:45 |
| 2.        | 「jelly (rmx ver.)」                   |       |            | 5:15 |
| 3.        | 「Sugarless GiRL (rmx ver.)」          |       |            | 6:23 |
| 4.        | 「CrazEEE Skyhopper (rmx ver.)」       |       |            | 8:43 |
| 5.        | 「ポータブル空港 (rmx ver.)」          |       |            | 4:39 |
| 6.        | 「do do pi do (rmx ver.)」             |       |            | 5:26 |
| 7.        | 「Lounge Designers Killer (rmx ver.)」 |       |            | 4:06 |
| 8.        | 「Sound of Silence (rmx ver.)」        |       |            | 4:43 |
| 9.        | 「グライダー (rmx ver.)」              |       |            | 6:54 |
| 合計時間: | 合計時間:                              | 46:54 |            |      |

## capsule rmx (2021 Remaster)
『capsule rmx (2021 Remaster)』は、2021年9月25日に発売されたCAPSULEの配信限定アルバムで、上記のアルバム『capsule rmx』の収録曲がリマスターされて収録されている。

### 背景について
2021年8月に始動した、過去作品を、リマスター音源とビジュアライザーと共にオフィシャルYouTubeチャンネルに公開していく『CAPSULE アーカイブコレクション』という企画に伴って、リマスター音源配信第3弾として発売された。本アルバム収録曲は、同年9月15日から同月23日までの9日間、連日公開されていった。

### 収録曲について
全作詞・作編曲: 中田ヤスタカ
| #  | タイトル                                               | 作詞 | 作曲・編曲 | 時間 |
| -- | ------------------------------------------------------ | ---- | ---------- | ---- |
| 1. | 「capsule rmx→ (2021 Remaster)」                       |      |            | 0:46 |
| 2. | 「jelly (rmx ver.) [2021 Remaster]」                   |      |            | 5:16 |
| 3. | 「Sugarless GiRL (rmx ver.) [2021 Remaster]」          |      |            | 6:24 |
| 4. | 「CrazEEE Skyhopper (rmx ver.) [2021 Remaster]」       |      |            | 8:44 |
| 5. | 「ポータブル空港 (rmx ver.) [2021 Remaster]」          |      |            | 4:41 |
| 6. | 「do do pi do (rmx ver.) [2021 Remaster]」             |      |            | 5:28 |
| 7. | 「Lounge Designers Killer (rmx ver.) [2021 Remaster]」 |      |            | 4:08 |
| 8. | 「Sound of Silence (rmx ver.) [2021 Remaster]」        |      |            | 4:44 |
| 9. | 「グライダー (rmx ver.) [2021 Remaster]」              |      |            | 6:54 |